# Închisoarea Seghedin
Închisoarea Seghedin (în maghiară Szegedi Fegyház és Börtön) este un penitenciar din orașul Seghedin din județul Csongrád.

## Istoric

### Personalități române deținute la Seghedin

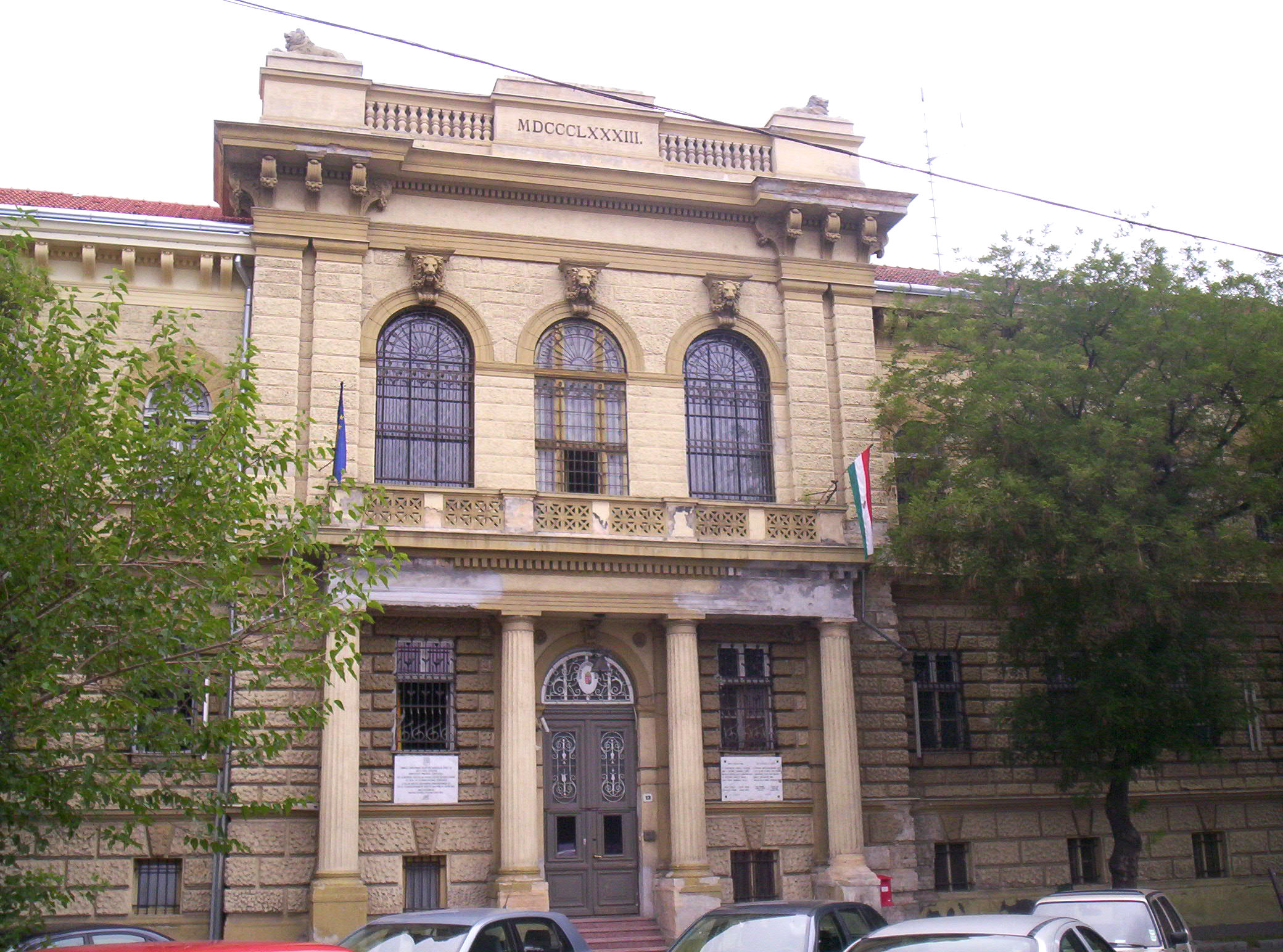
Clădirea principală a închisorii în 2006

Mai multe personalități ale istoriei și culture române au trecut prin închisoarea de la Vác. Preotul Vasile Lucaciu a fost deținut la Seghedin în perioada 7 ianuarie 1893 - 7 februarie 1894, publicistul Valeriu Braniște a fost deținut aici în două rânduri: în 1893 și în 1918, iar Ioan Russu-Șirianu a fost deținut șase luni în 1894.
O parte din semnatarii Memorandumului Transilvaniei, condamnați în 1894 la încarcerarea pe diferite termene, au trecut prin închisoarea de la Seghedin. Aici au fost întemnițați, printre alții, preotul Vasile Lucaciu (reînchid la Seghedin în perioada 26 iulie 1894 - 15 septembrie 1895), avocatul Ioan Rațiu (ce a fost deținut acolo un an și trei luni) și publicistul Septimiu Albini. Badea Cârțan a călătorit de mai multe ori la Seghedin și la Vác pentru a-i vedea pe memorandiștii deținuți acolo, plângându-se: „La grădina-n Seghedin / Plâng florile de iasomin / De răsună ulița / Și tremură temnița. / De la Seghedin la Vaț / Numai drumuri de la frați / Numai lacrimi, jale, dor / Pe fețele tuturor”.
Pe aici a trecut și publicistul Mihail Gașpar, condamnat în 1907 pentru delict de presă,. prozatorul și memorialistul Gheorghe Stoica, ce a ispășit aici în anii 1908-1909 o pedeapsă tot pentru delict de presă.
Poetul și jurnalistul Octavian Goga a trecut și el prin închisoarea din Seghedin în anii 1911-1912 după ce a fost condamnat pentru câteva articole considerate subversive, publicate în revista pe care o conducea de un semnatar care murise între timp. El a fost vizitat acolo în iarna anului 1911 de I.L. Caragiale.
O parte din fruntașii mișcării naționale a românilor transilvăneni (precum Ion Clopoțel) au fost închiși la Seghedin la sfârșitul anului 1917, fiind eliberați sub presiunea evenimentelor revoluționare din 1918.